# Pronephrium debile
Pronephrium debile är en kärrbräkenväxtart som först beskrevs av Bak., och fick sitt nu gällande namn av Holtt. Pronephrium debile ingår i släktet Pronephrium och familjen Thelypteridaceae. Inga underarter finns listade.